# Tiền mãn kinh
Tiền mãn kinh là một quá trình - một sự chuyển đổi dần dần. Không có thử nghiệm đủ để xác định xem đã tiền mãn kinh. Bác sĩ có nhiều điều xem xét, bao gồm cả tuổi, lịch sử kinh nguyệt, và những triệu chứng.
Tiền mãn kinh, còn được gọi là quá trình chuyển đổi mãn kinh, là khoảng thời gian trong đó cơ thể người phụ nữ thay đổi chu kỳ tự nhiên từ nhiều hay ít thường xuyên rụng trứng và kinh nguyệt đến vô sinh vĩnh viễn, hoặc mãn kinh.
Phụ nữ tiền mãn kinh bắt đầu ở lứa tuổi khác nhau. Ở độ tuổi 40-55, có thể bắt đầu nhận thấy các dấu hiệu. Kỳ kinh có thể trở nên bất thường - dài hơn, ngắn hơn, kinh nhiều hơn hoặc ít hơn, đôi khi dài hơn và đôi khi ít hơn 28 ngày. Kèm theo có thể gặp các triệu chứng như nóng ran, khó ngủ và khô âm đạo.
Khi đã trải qua 12 tháng liên tục mà không có một kỳ kinh nguyệt, đã chính thức đến tuổi mãn kinh, và thời kỳ tiền mãn kinh là kết thúc và chuyển sang giai đoạn mãn kinh
Mãn kinh: thường ở lứa tuổi từ 50-55, do buồng trứng ngưng hẳn hoạt động và ngưng tiết nội tiết tố nữ, dẫn đến kinh nguyệt mất hẳn.

## Cơ chế gây thay đổi trong thời kỳ tiền mãn kinh
Nguyên nhân chủ yếu, quyết định gây nên chính là sự mất cân bằng hoặc rối loạn về nội tiết tố nữ estrogen và progesterol. Khi bước vào tầm tuổi từ 40 trở ra là giai đoạn mà buông trứng bị suy giảm hoặc ngưng trệ chức năng tiết ra hormon sinh dục nữ gây ra một số dấu hiệu đó là: suy giảm về tình dục, thay đổi tâm lý, bốc hỏa, lão hóa...

## Các triệu chứng tiền mãn kinh ở phụ nữ[3]
Ở giai đoạn tiền mãn kinh này mỗi người có những dấu hiệu, triệu chứng tiền mãn kinh ở phụ nữ thay đổi khác nhau, không ai giống ai. Dấu hiệu mà phổ biến nhất ở hầu hết các chị em đó là sự thay đổi về chu kỳ kinh nguyệt cũng như tính chất. Người phụ nữ theo dõi thấy vòng kinh tự nhiên của mình thưa hơn, có thể 1 tháng rưỡi, 2 tháng rưỡi, thậm chí lên tới 3 tháng và lượng kinh nguyệt ít dần.
Bên cạnh dấu hiệu phổ biến đó thì cũng có thể nhận biết được giai đoạn tiền mãn kinh của mình qua một số biểu hiện gây ra sự khó chịu và ảnh hưởng tới đời sống:
– Rối loạn kinh nguyệt: Khi bước vào tiền mãn kinh đó là khoảng thời gian kinh nguyệt thất thường, có thể dài hơn hoặc ngắn hơn, từ rất ít đến dồi dào. Nếu tiền mãn diễn ra sớm thì đó là một sự thay đổi chu kỳ kinh nguyệt dài hơn bảy ngày
- Cơn bốc hỏa: các cơn nóng bừng kéo dài vài giây đến hàng giờ
- Cơn vã mồ hôi: thường hay xuất hiện vào ban đêm nhiều hơn ban ngày. Đột ngột nóng bừng, vã mồ hôi đầm đìa, sau đó có thể lạnh toát
- Mất ngủ: thường bị mất ngủ do xuất hiện cơn nóng bừng, cơn vã mồ hôi ban đêm. Cũng nhiều phụ nữ giai đoạn tiền mãn kinh mất ngủ đơn độc, không có triệu chứng đi kèm
- Đau xương khớp: đau nhức khớp vai, cột sống và nhiều khớp khác trong khi trước đó hoàn toàn không mắc bệnh xương khớp. Mức độ đau có thể từ mức tê mỏi gây khó chịu cho đến đau nhức nhối dữ dội. Giai đoạn tiền mãn kinh cũng làm tăng nguy cơ mắc bệnh loãng xương
- Cáu bẳn, buồn chán: phụ nữ bước vào giai đoạn tiền mãn kinh xuất hiện sự thay đổi cảm xúc khá đột ngột. Đa số cảm thấy buồn chán, dễ kích thích, cáu kỉnh một cách vô cớ
– Thay đổi ở làn da và mái tóc: Da khô hơn, giảm tính đàn hồi, dễ bị nhăn, đặc biệt là vùng quanh mắt. xuất hiện những đốm đồi mồi, nám, tàn nhang, sạm màu. Tóc mất dần sắc tố và chuyển sang hoa râm
- Thay đổi vóc dáng: tăng tích lũy mỡ dưới da, đặc biệt mỡ bụng. Ngực mất độ săn chắc
– Suy giảm chức năng tình dục: giảm ham muốn quan hệ tình dục. Đồng thời phụ nữ giai đoạn tiền mãn kinh ngại quan hệ tình dục do niêm mạc âm đạo khô, teo, dễ bị đau, tổn thương hoặc chảy máu.
– Rối loạn tiểu tiện: tiểu són, tiểu không tự chủ. Phụ nữ tiền mãn kinh dễ bị nhiễm khuẩn đường tiết niệu
– Nguy cơ mắc các bệnh tim mạch: phụ nữ tiền mãn kinh đối mặt với nguy cơ cao mắc các bệnh tim mạch như vữa xơ động mạch, tăng huyết áp...
 

## Yếu tố nguy cơ gây mãn kinh đến sớm hơn bình thường
Mãn kinh là một giai đoạn bình thường trong cuộc sống của người phụ nữ. Nhưng một số phụ nữ, có thể xảy ra sớm hơn ở những người khác. Mặc dù không phải luôn luôn, một số bằng chứng cho thấy một số yếu tố có thể tiền mãn kinh ở độ tuổi trước đó, bao gồm: 
- Hút thuốc lá. Sự bắt đầu của thời kỳ mãn kinh xảy ra 1-2 năm trước đó ở những phụ nữ hút thuốc lá, so với những phụ nữ không hút thuốc.
- Lịch sử gia đình. Phụ nữ có xu hướng trải nghiệm thời kỳ mãn kinh khoảng cùng tuổi với mẹ và chị em của họ, mặc dù mối liên hệ giữa lịch sử gia đình và tuổi mãn kinh vẫn không thuyết phục.
- Không sinh con. Một số nghiên cứu cho thấy không sinh con có thể đóng góp vào nguyên nhân gây nên thời kỳ mãn kinh sớm.
- Điều trị ung thư thời trẻ. Điều trị ung thư khi còn trẻ với bệnh vùng khung chậu hoặc hóa trị xạ trị có liên quan đến mãn kinh sớm.
- Cắt bỏ tử cung. Cắt bỏ, loại bỏ tử cung, nhưng không bỏ buồng trứng, thường không gây mãn kinh. Mặc dù không còn kinh, buồng trứng vẫn còn sản xuất estrogen.

## Các xét nghiệm và chẩn đoán
Tiền mãn kinh là một quá trình - một sự chuyển đổi dần dần. Không có thử nghiệm đủ để xác định xem đã tiền mãn kinh. 
Bác sĩ có nhiều điều xem xét, bao gồm cả tuổi, lịch sử kinh nguyệt, và những triệu chứng hoặc đang gặp phải thay đổi cơ thể. Một số bác sĩ có thể yêu cầu xét nghiệm để kiểm tra hàm lượng hoóc môn. Nhưng kiểm tra hormone hiếm khi cần thiết hoặc hữu ích để đánh giá tiền mãn kinh vì thường kết quả xét nghiệm hoàn toàn bình thường

## Chế độ ăn uống, sinh hoạt ngăn ngừa các rối loạn sau mãn kinh[4];[5]
Việc bổ sung các vi chất dinh dưỡng không những giúp cho cơ thể được khỏe mạnh mà còn làm tăng hệ miễn dịch của tuổi tiền mãn kinh. Với 5 vi chất sau đây không thể thiếu trong mỗi bữa ăn để cơ thể được nạp một lượng vi dưỡng tránh những rối loạn về lâu dài sau khi kết thúc hội chứng mãn kinh.
•Calci: loại vi chất quan trọng hàng đầu, vì vào thời điểm tiền mãn kinh do có sự thay đổi về hàm lượng hoóc-môn trong cơ thể nên bạn sẽ dễ có nguy cơ bị loãng xương. Chính vì thế, việc bổ sung đủ hàm lượng calci sẽ giúp bạn giảm được đáng kể nguy cơ gãy và loãng xương. Nên ăn nhiều tôm, cua, cá và uống sữa hàng này là nguồn cung cấp calci quan trọng nhất.
•Bổ sung vitamin D: để giúp cho bộ xương luôn chắc khỏe, giảm nguy cơ bị loãng xương thì trong chế độ ăn uống thường ngoài việc quan tâm chú trọng tới việc bổ sung hàm lượng calci bạn còn cần lưu ý đến việc tăng cường vitamin D. Vì vitamin D được xem như một chất "xúc tác" giúp cơ thể dễ dàng hấp thụ calci. Nguồn vitamin D dồi dào mà có thể dễ dàng tìm kiếm được đó chính là từ ánh nắng mặt trời buổi sáng sớm, sữa tươi, lòng đỏ trứng gà, gan cá.
•Sắt: thiếu sắt chính là một trong những nguyên nhân gây nên tình trạng thiếu máu, dẫn đến tình trạng hoa mắt, chóng mặt. Mỗi ngày cơ thể cần tối thiểu là 3 phần thức ăn có giàu chất sắt tương đương với khoảng 8 mg sắt mỗi ngày. Sắt là loại vi chất có trong thịt đỏ, thịt gia cầm, cá, trứng, các loại rau có lá màu xanh sẫm, các sản phẩm từ ngũ cốc.
•Chất xơ: rất cần thiết đối với phụ nữ tiền mãn kinh. Bởi nó không chỉ giúp chị em loại trừ nguy cơ táo bón mà còn có tác dụng làm giảm nguy cơ ung thư - một trong số những căn bệnh nguy hiểm thường "viếng thăm" bạn vào giai đoạn tiền mãn kinh. Mỗi ngày cơ thể bạn cần 20g chất xơ. Chất xơ có thể dễ dàng được tìm thấy trong bánh mì, ngũ cốc, trái cây tươi, rau xanh.
•Uống đủ lượng nước cơ thể cần. Nước luôn là thành phần không thể thiếu trong cơ thể. Nước sẽ giúp phòng tránh táo bón, đào thải các chất độc hại ra khỏi cơ thể, làm da bớt nhăn nheo. mỗi ngày nên uống 2 - 2,5 lít/ngày nên uống nước đun sôi để nguội, nước hoa quả tươi ép ít đường như: dưa chuột củ đậu, cà rốt, cà chua, không nên uống các loại nước ngọt có ga, nước có nhiều đường.
Bên cạnh chế độ ăn thường xuyên tập thể dục thể thao như: đi bộ, khiêu vũ, yoga... để duy trì sự dẻo dai của hệ xương cơ và giúp máu tuần hoàn đều khắp cơ thể. 
 

## Phương pháp điều trị và thuốc[6];[7];[8]
Thuốc tránh thai. Thường dùng điều trị hiệu quả nhất để làm giảm triệu chứng mãn kinh - ngay cả khi không cần để tránh thai. Liều thấp thuốc có thể điều chỉnh thời gian chu kỳ và giảm nóng ran và khô âm đạo.
Liệu pháp hormon thay thế (hormon replacement therapy, viết tắt HRT)  là chế độ điều trị bằng thuốc ở người phụ nữ để sửa chữa các rối loạn do mãn kinh gây ra. Với liệu pháp hormon thay thế, bác sĩ chuyên khoa sẽ cho bệnh nhân dùng thuốc là dẫn chất estrogen, thường kết hợp thêm chất dẫn progesteron hay còn gọi progestin (progestin và estrogen là 2 hormon nữ giúp người phụ nữ có kinh nguyệt và thụ thai) nhằm bổ sung sự thiếu hụt mà cơ thể không thích ứng được và bị rối loạn. Liệu pháp hormon thay thế còn được dùng để điều trị chứng giảm estrogen huyết liên quan đến suy buồng trứng tiên phát hoặc do cắt bỏ tử cung. Trong trường hợp này, có thể dùng thuốc chỉ có estrogen. Còn trong trường hợp người phụ nữ còn tử cung bị rối loạn mãn kinh, nên dùng thuốc phối hợp estrogen và progestin để giảm nguy cơ bị ung thư nội mạc tử cung. Liệu pháp hormon thay thế đã được chứng minh có thể cải thiện đáng kể hội chứng hậu mãn kinh, giảm nguy cơ gãy xương (thường có gãy cổ xương đùi và xương quay cánh tay) do loãng xương, giảm rõ rệt hiện tượng teo và viêm teo của đường tiết niệu. Tuy nhiên, việc dùng estrogen cần tuân thủ nghiêm ngặt hướng dẫn của bác sĩ do có nguy cơ dẫn tới nhiều tác dụng phụ như tăng cân, giữ nước, đau vú, buồn nôn, xuất huyết âm đạo bất thường, gia tăng nguy cơ nhồi máu cơ tim, đột quỵ, huyết khối, ung thư vú...

## Phương pháp điều trị thay thế thuốc[6]
Ngoài phương pháp điều trị thông thường, nhiều phụ nữ chuyển sang thời kỳ mãn kinh muốn biết thêm cách tiếp cận về bổ sung và thay thế điều trị các triệu chứng của họ. Các nhà nghiên cứu đang xem xét các phương pháp điều trị, hy vọng xác định sự an toàn và hiệu quả, nhưng bằng chứng vẫn thường thiếu. Hãy nói với bác sĩ về bất kỳ điều trị bổ sung hoặc thay thế đang sử dụng hoặc xem xét. Dưới đây là một vài lựa chọn tiềm năng để điều trị triệu chứng mãn kinh trong khi vẫn khá an toàn:
Black Cohosh (cây Thiên Ma) : Thảo dược được chiết xuất sử dụng để điều trị cơn bốc hỏa và triệu chứng mãn kinh khác.
Phytoestrogen : Đây là những hợp chất có nguồn gốc từ thực vật có tính chất giống như estrogen. Có hai loại chính phytoestrogens - isoflavone  và lignans. Bổ sung isoflavone thường được chiết xuất từ đậu nành. Có thể hữu ích với triệu chứng nóng bừng nhẹ và có tác dụng chống loãng xương. Cũng có thể giúp giảm huyết áp và lipoprotein trọng lượng thấp (cholesterol "xấu"). Lignan có nguồn gốc chủ yếu từ hạt lanh. Nghiên cứu sử dụng ít hỗ trợ trong điều trị triệu chứng mãn kinh, mặc dù cũng có thể giúp cải thiện cholesterol